# Cerisy-Belle-Étoile
Pour les articles homonymes, voir Cerisy (homonymie) et Belle étoile.
Cerisy-Belle-Étoile (anciennement Cerisi-Belle-Étoile) est une commune française, située dans le département de l'Orne en région Normandie, peuplée de 706 habitants.

## Géographie
La commune est dans le Bocage flérien, partie du Bocage normand. L'atlas des paysages de la Basse-Normandie la place au nord-est de l'unité des hauts pays de l’ouest ornais et du Mortainais située majoritairement au nord-ouest du département de l'Orne et caractérisée par un « paysage  rude,  marqué  par  un  relief  complexe modelé par les cours d’eau qui en divergent comme d’un château d’eau ». Son bourg est à 7,5 km au nord-ouest de Flers, à 8,5 km au sud-est de Vassy, à 9,5 km au sud-ouest de Condé-sur-Noireau et à 11 km au nord-est de Tinchebray.
Le bourg est traversé par la  route départementale no 18 qui offre l'accès le plus commun, menant à Saint-Pierre-d'Entremont et Vassy au nord-ouest et à La Lande-Patry et Flers au sud-est. Utilisant une section commune à cette dernière dans le bourg, la D 257 permet au sud de rejoindre Landisacq et au nord-ouest Caligny. Au nord, la D 806 relie le bourg à la route Condé-sur-Noireau - Tinchebray (ancienne route nationale 811). Au sud du bourg, le centre du territoire est traversé d'ouest en est par la D 265 qui relie Montsecret à la D 18 vers Flers.
Cerisy-Belle-Étoile est dans le bassin de l'Orne, par son sous-affluent le Noireau qui délimite le territoire au nord. Les eaux de la commune sont collectées par l'un de ses affluents, le Doinus, qui borde le bourg à l'est.
Le point culminant (256 m) se situe à l'ouest, au château en ruine, sur le mont de Cerisy. La cote de 250 m est également dépassée en limite sud-ouest, près du lieu-dit Épivent. Le point le plus bas (102 m) correspond à la sortie du Noireau du territoire, au nord. La commune est bocagère.
Le climat est océanique. La station météorologique la plus proche est Caen-Carpiquet, à 45 km. La pluviométrie annuelle, à Cerisy-Belle-Étoile, avoisine les 950 mm.
Les lieux-dits sont, du nord-ouest à l'ouest, dans le sens horaire : le Bourg, Cazault, le Vivier, la Monnerie, le Moulin de Cerisy (au nord), le Harivel, la Sellerie, la Morlandière, la Croute, la Perrière, la Maltotière, la Vallerie, le Village au Brun, les Loges, la Jehannière, la Rairie (à l'est), la Buslerie, le Village Compagnon, l'Aisnière, la Bazirée, la Forestrie Caillot, Visance, le Val Hue, la Hagrie, l'Abbaye de Belle Étoile, la Crière, la Mâlière (au sud), Épivent, Bourg Lopin, la Gaumonnière, les Fontenelles, Bainville, la Huberdière, le Hamel, la Meslerie, les Haies (à l'ouest), la Bistière et Sur le Mont.

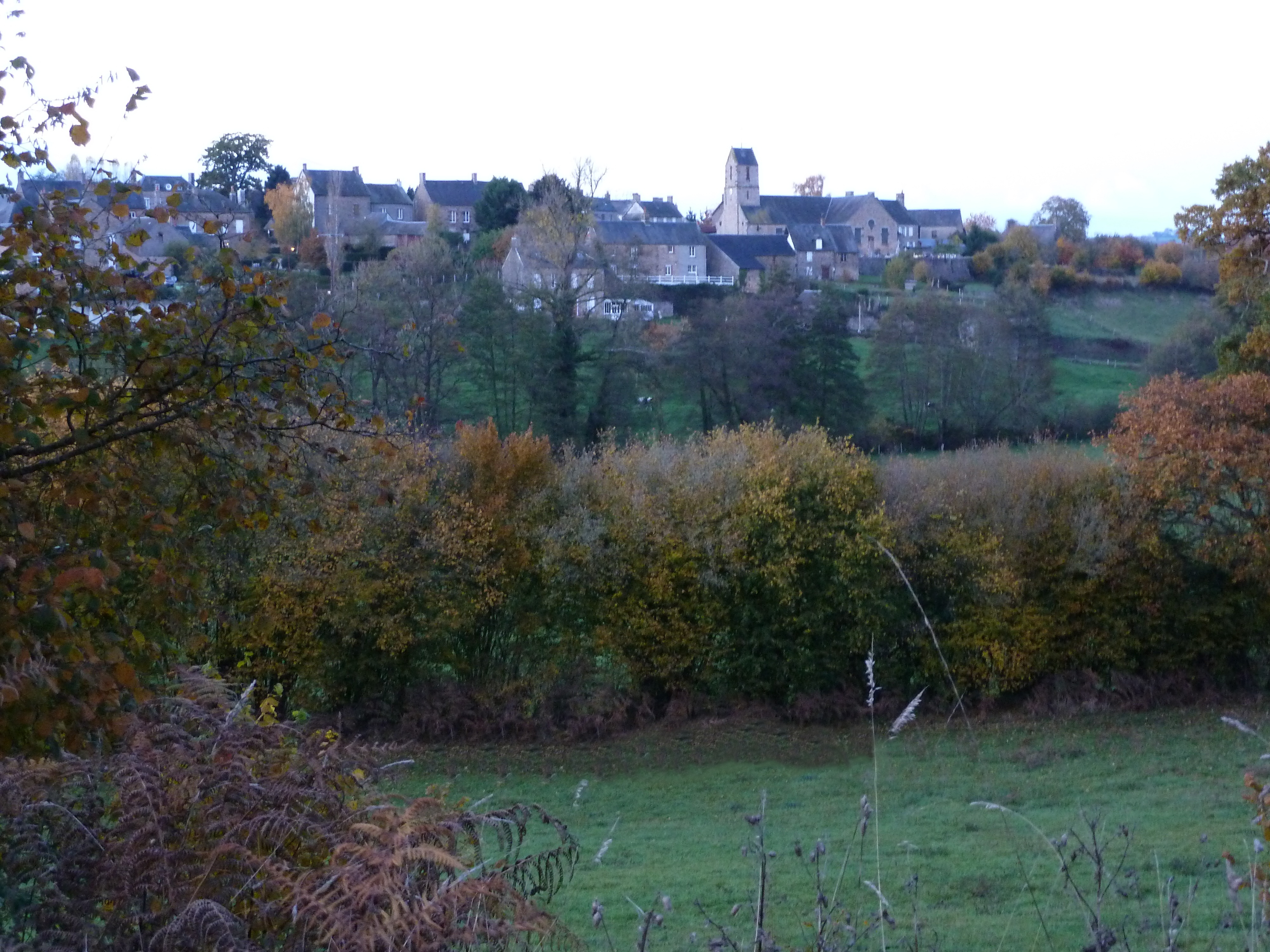
Paysage près de la Vallerie.
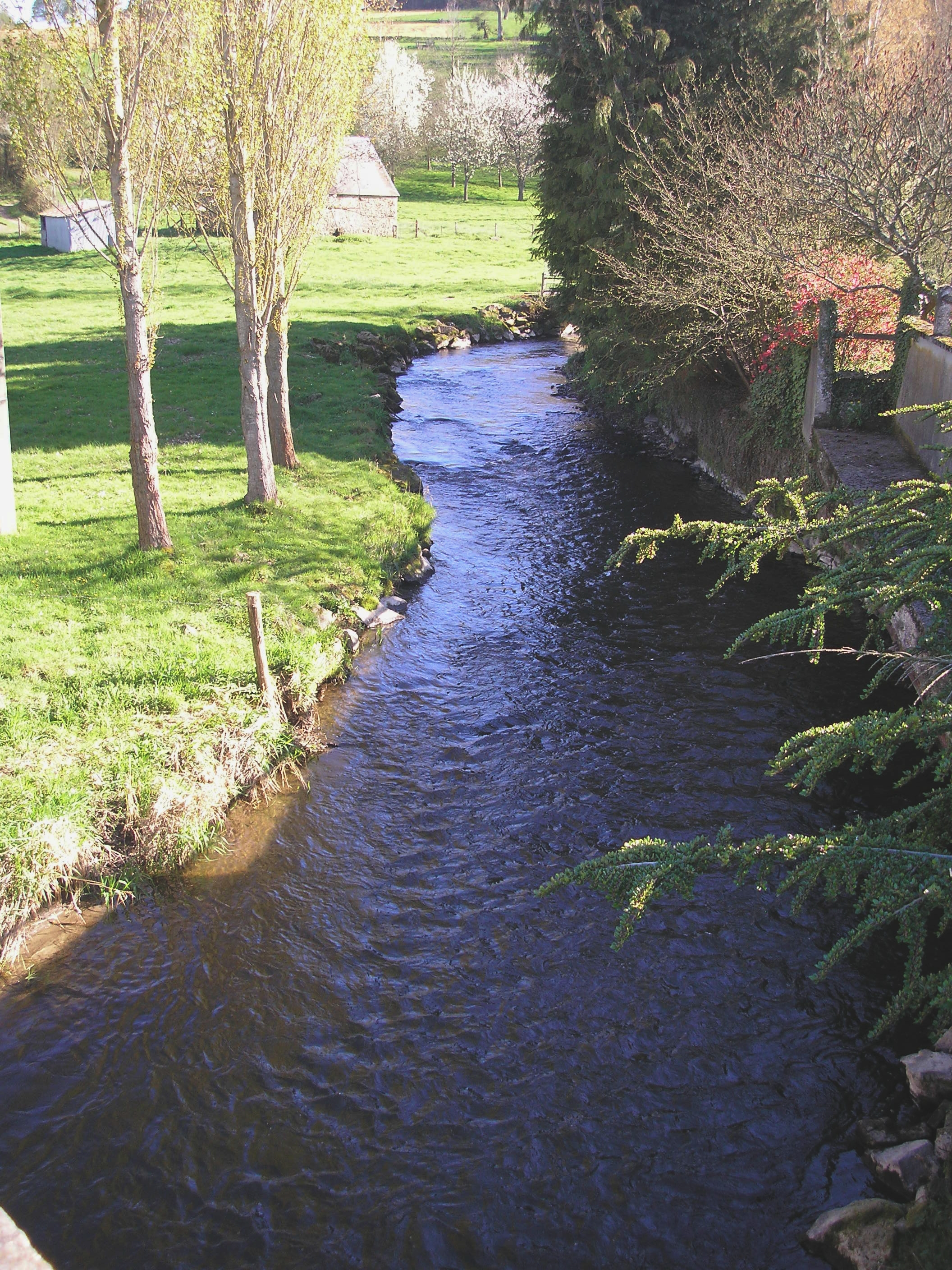
Le Noireau en limite nord-ouest.

| Saint-Pierre-d'Entremont                                                                     | Caligny             | Caligny                |
| Montsecret-Clairefougère (comm. dél. de Montsecret) Tinchebray-Bocage (comm. dél. de Frênes) | Cerisy-Belle-Étoile | La Bazoque             |
| Landisacq                                                                                    | Landisacq           | Caligny La Lande-Patry |

### Hydrographie
La commune est située dans le bassin Seine-Normandie. Elle est drainée par le Noireau, la Visance, un bras du Noireau, le cours d'eau 01 de la Bazirés, le cours d'eau 04 des Loges, le Doinus, le fossé 01 de la Bistière, le fossé 01 de la Mesterie, le fossé 01 de l'Abbaye de Belle Etoile, le fossé 01 du Bourg Lopin, le fossé 01 du Harivel, le fossé 02 de l'Abbaye de Belle Etoile, le fossé 05 des Loges et un autre petit cours d'eau,.
Le Noireau, d'une longueur de 43 km, prend sa source dans la commune de Saint-Christophe-de-Chaulieu et se jette  dans l'Orne à Ménil-Hubert-sur-Orne, après avoir traversé 15 communes. Les caractéristiques hydrologiques de le Noireau sont données par la station hydrologique située sur la commune de Saint-Pierre-d'Entremont. Le débit moyen mensuel est de 1,85 m3/s. Le débit moyen journalier maximum est de 19,5 m3/s, atteint lors de la crue du 5 janvier 2001. Le débit instantané maximal est quant à lui de 23,9 m3/s, atteint le même jour.

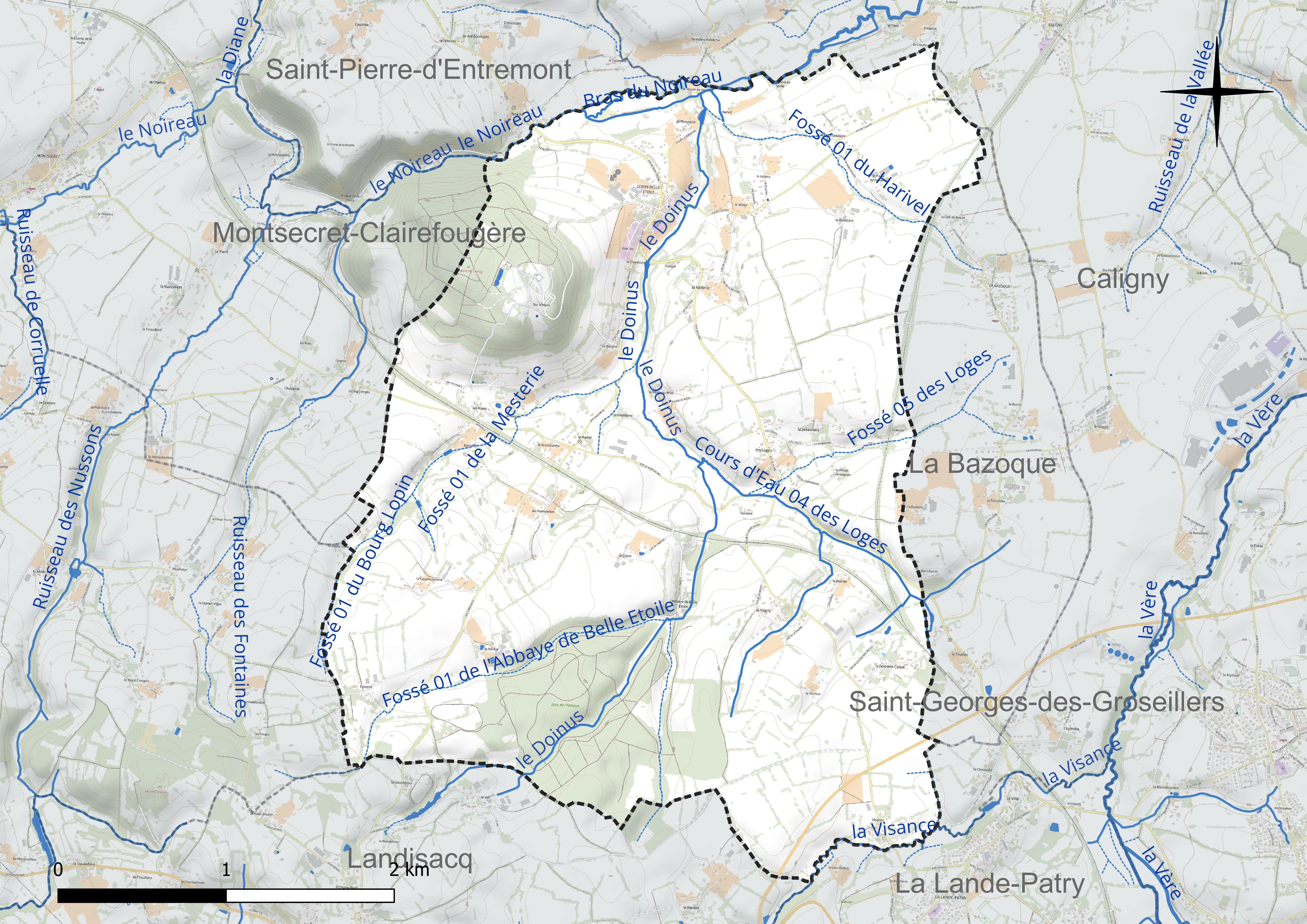
Réseau hydrographique de Cerisy-Belle-Étoile.

La Visance, d'une longueur de 11 km, prend sa source dans la commune de Chanu et se jette  dans la Vère en limite de La Lande-Patry et de Caligny, après avoir traversé six communes. 

### Climat
Pour des articles plus généraux, voir Climat de la Normandie et Climat de l'Orne.
En 2010, le climat de la commune est de type climat océanique franc, selon une étude du CNRS s'appuyant sur une série de données couvrant la période 1971-2000. En 2020, Météo-France publie une typologie des climats de la France métropolitaine dans laquelle la commune est exposée à un climat océanique et est dans la région climatique Normandie (Cotentin, Orne), caractérisée par une pluviométrie relativement élevée (850 mm/a) et un été frais (15,5 °C) et venté. Parallèlement le GIEC normand, un groupe régional d’experts sur le climat, différencie quant à lui, dans une étude de 2020, trois grands types de climats pour la région Normandie, nuancés à une échelle plus fine par les facteurs géographiques locaux. La commune est, selon ce zonage, exposée à un « climat contrasté des collines », correspondant au Bocage normand, bien arrosé, voire très arrosé sur les reliefs les plus exposés au flux d’ouest, et frais en raison de l’altitude.
Pour la période 1971-2000, la température annuelle moyenne est de 10,5 °C, avec une amplitude thermique annuelle de 12,4 °C. Le cumul annuel moyen de précipitations est de 847 mm, avec 13,2 jours de précipitations en janvier et 7,7 jours en juillet. Pour la période 1991-2020, la température moyenne annuelle observée sur la station météorologique la plus proche, située sur la commune d'Athis-Val de Rouvre à 9 km à vol d'oiseau, est de 10,6 °C et le cumul annuel moyen de précipitations est de 944,7 mm,. Pour l'avenir, les paramètres climatiques de la commune estimés pour 2050 selon différents scénarios d’émission de gaz à effet de serre sont consultables sur un site dédié publié par Météo-France en novembre 2022.

## Urbanisme

### Typologie
Au 1er janvier 2024, Cerisy-Belle-Étoile est catégorisée commune rurale à habitat dispersé, selon la nouvelle grille communale de densité à sept niveaux définie par l'Insee en 2022.
Elle est située hors unité urbaine. Par ailleurs la commune fait partie de l'aire d'attraction de Flers, dont elle est une commune de la couronne,. Cette aire, qui regroupe 38 communes, est catégorisée dans les aires de 50 000 à moins de 200 000 habitants,.

### Occupation des sols
L'occupation des sols de la commune, telle qu'elle ressort de la base de données européenne d’occupation biophysique des sols Corine Land Cover (CLC), est marquée par l'importance des territoires agricoles (87,1 % en 2018), en diminution par rapport à 1990 (88,1 %). La répartition détaillée en 2018 est la suivante : 
prairies (39,9 %), terres arables (29,5 %), zones agricoles hétérogènes (17,7 %), forêts (11,9 %), mines, décharges et chantiers (0,9 %), zones urbanisées (0,1 %). L'évolution de l’occupation des sols de la commune et de ses infrastructures peut être observée sur les différentes représentations cartographiques du territoire : la carte de Cassini (XVIIIe siècle), la carte d'état-major (1820-1866) et les cartes ou photos aériennes de l'IGN pour la période actuelle (1950 à aujourd'hui).

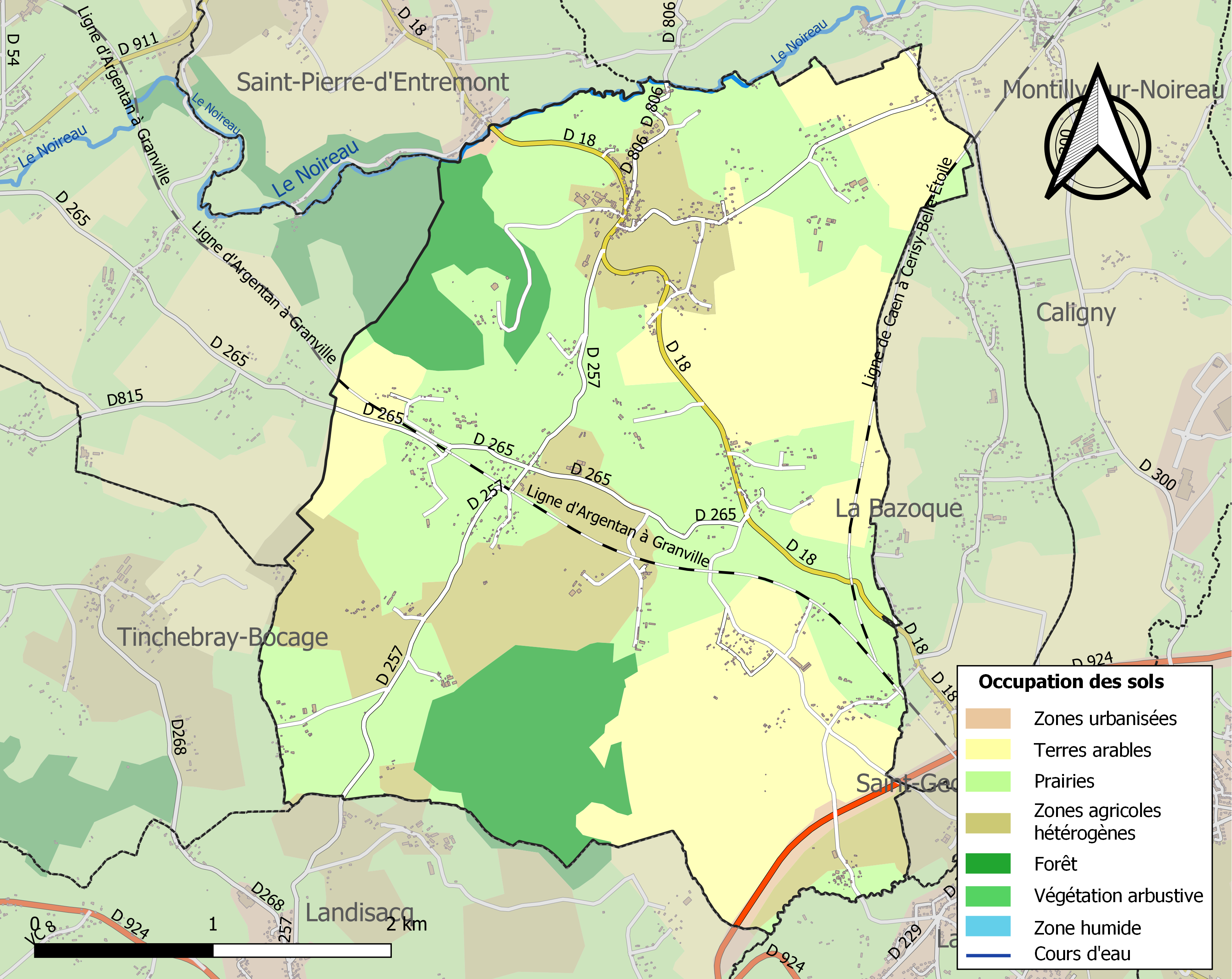
Carte des infrastructures et de l'occupation des sols de la commune en 2018 (CLC).

## Toponymie
Le nom de la localité est attesté sous la forme Cereseio en 1213.
Cerisy semble formé à partir d'un nom de personne gallo-romain (Ceratus, Cesarius…) et du suffixe -acum. Ce suffixe désigne des zones géographiques ayant connu un peuplement de langue celtique.
Cérès, déesse romaine de l'agriculture, des moissons, de la fécondité est également évoquée pour l'origine de ce toponyme, notamment pour le nom primitif de la paroisse, Saint-Jean de Cerisie en Bocage[réf. à confirmer]. L'église du bourg est consacrée à saint Jean-Baptiste, tout comme nous le rappelle la sculpture XVIIIe dans le chœur de l'église représentant le saint.
Cerisy-Belle-Étoile s'écrivait Cerisi-Belle-Étoile jusqu'en 1982.

La forme déterminée du toponyme apparaît sur divers documents au XVIIIe siècle (Cerisy Belle Étoile en 1736, Cerisy Belle Etoille entre 1753 et 1785).

Belle-Étoile est le nom d'une abbaye sur le territoire de la commune, attestée sous la forme latinisée Bella Stella en 1228.
Le gentilé est Ceriséen ou Estolien.

## Histoire
L'histoire de Cerisy semble indissociable du mont. Colline granitique du Massif armoricain, elle s'élève à 264 m. Des traces de vie humaine datant du Néolithique ont été mises au jour sur le site du mont.
Une campagne de fouilles a été menée par des historiens amateurs — dont l'éminent historien local Auguste Surville (1853 - 1926) — au XIXe siècle. Ces derniers mirent en évidence des traces d'habitations, d'outils, notamment des silex (matière naturellement absente de la région). De nos jours subsistent encore quelques traces pour qui sait les trouver.
Henry de Beaufou établit en 1216 l'abbaye de Belle-Étoile. Abbaye de prémontrés, elle adhère en 1630, à la suite de l'abbaye des Prémontrés de Pont-à-Mousson, à la réforme de l'ordre (réforme dite de Lorraine).
Les abbés étaient barons de Cerisy et de nombreux aveux de leurs vassaux sont conservés aux archives de l'Orne.
À la suite de la Révolution française éclatent en de nombreux lieux de la France de l'époque des contre-révolutions nourries par le pourrissement des idées de la Révolution et par la déception majeure du peuple laissé-pour-compte après avoir soutenu les nombreuses réformes du nouveau gouvernement.
Ce conflit, non officiel à la différence de la Vendée (guerre de Vendée), prendra la forme d'une résistance armée connue sous le nom de chouannerie.
Cerisy n'est pas en reste dans la lutte des classes défavorisées face aux nouveaux maîtres de la France. Tout le bocage normand est touché par la contestation.
Les « bleus », soldats républicains, se battront sur le territoire de la commune sous forme d'escarmouches et tenteront sans succès d'éteindre la rébellion.
Les chouans utilisent les souterrains de l'abbaye comme caches d'hommes et comme entrepôts d'armes. Des otages sont également détenus dans ces caches. L’existence de ces souterrains est attestée par les comptes rendus de l'époque, puis relevés par l'historien local Auguste Surville dans ses ouvrages. Malgré la campagne de fouilles des années 1980, menée dans l'enceinte de l'ancienne abbaye, les passages secrets restent introuvables.

### Résistance
Le réseau Turma vengeance des Forces françaises combattantes et mouvement de la Résistance intérieure française créé en décembre 1940 en zone occupée par le docteur Victor Dupont, implante une école de formation des cadres à Cerisy-Belle-Étoile.

## Politique et administration
| Période                                  | Période   | Identité            | Étiquette | Qualité      |
| ---------------------------------------- | --------- | ------------------- | --------- | ------------ |
| avant 1981                               | ?         | Yves Poulain        |           |              |
| 1989                                     | mars 2008 | Jean-Claude Bourdon |           | Commerçant   |
| mars 2008                                | mars 2014 | Martine Desramé     |           | Agricultrice |
| mars 2014                                | En cours  | Alain Mauger        |           | Technicien   |
| Les données manquantes sont à compléter. |           |                     |           |              |

Le conseil municipal est composé de quinze membres dont le maire et trois adjoints.

## Démographie
L'évolution du nombre d'habitants est connue à travers les recensements de la population effectués dans la commune depuis 1793. Pour les communes de moins de 10 000 habitants, une enquête de recensement portant sur toute la population est réalisée tous les cinq ans, les populations de référence des années intermédiaires étant quant à elles estimées par interpolation ou extrapolation. Pour la commune, le premier recensement exhaustif entrant dans le cadre du nouveau dispositif a été réalisé en 2004.
En 2022, la commune comptait 706 habitants, en évolution de −3,16 % par rapport à 2016 (Orne : −3,21 %, France hors Mayotte : +2,11 %).
Cerisy-Belle-Étoile a compté jusqu'à 1 671 habitants en 1861.
| 1793  | 1800  | 1806  | 1821  | 1831  | 1836  | 1841  | 1846  | 1851  |
| ----- | ----- | ----- | ----- | ----- | ----- | ----- | ----- | ----- |
| 1 117 | 1 112 | 1 043 | 1 240 | 1 351 | 1 380 | 1 498 | 1 556 | 1 626 |

| 1856  | 1861  | 1866  | 1872  | 1876  | 1881  | 1886  | 1891  | 1896  |
| ----- | ----- | ----- | ----- | ----- | ----- | ----- | ----- | ----- |
| 1 613 | 1 671 | 1 575 | 1 540 | 1 516 | 1 408 | 1 397 | 1 212 | 1 164 |

| 1901 | 1906 | 1911 | 1921 | 1926 | 1931 | 1936 | 1946 | 1954 |
| ---- | ---- | ---- | ---- | ---- | ---- | ---- | ---- | ---- |
| 988  | 867  | 818  | 702  | 683  | 644  | 634  | 600  | 614  |

| 1962 | 1968 | 1975 | 1982 | 1990 | 1999 | 2004 | 2006 | 2009 |
| ---- | ---- | ---- | ---- | ---- | ---- | ---- | ---- | ---- |
| 556  | 596  | 585  | 639  | 704  | 688  | 734  | 739  | 733  |

| 2014 | 2019 | 2022 | - | - | - | - | - | - |
| ---- | ---- | ---- | - | - | - | - | - | - |
| 721  | 714  | 706  | - | - | - | - | - | - |

## Lieux et monuments
- L'ancienne abbaye de Belle-Étoile : éléments protégés au titre des Monuments historiques : grange aux dîmes, ferme, charpente, cheminée, élévation, toiture[51].

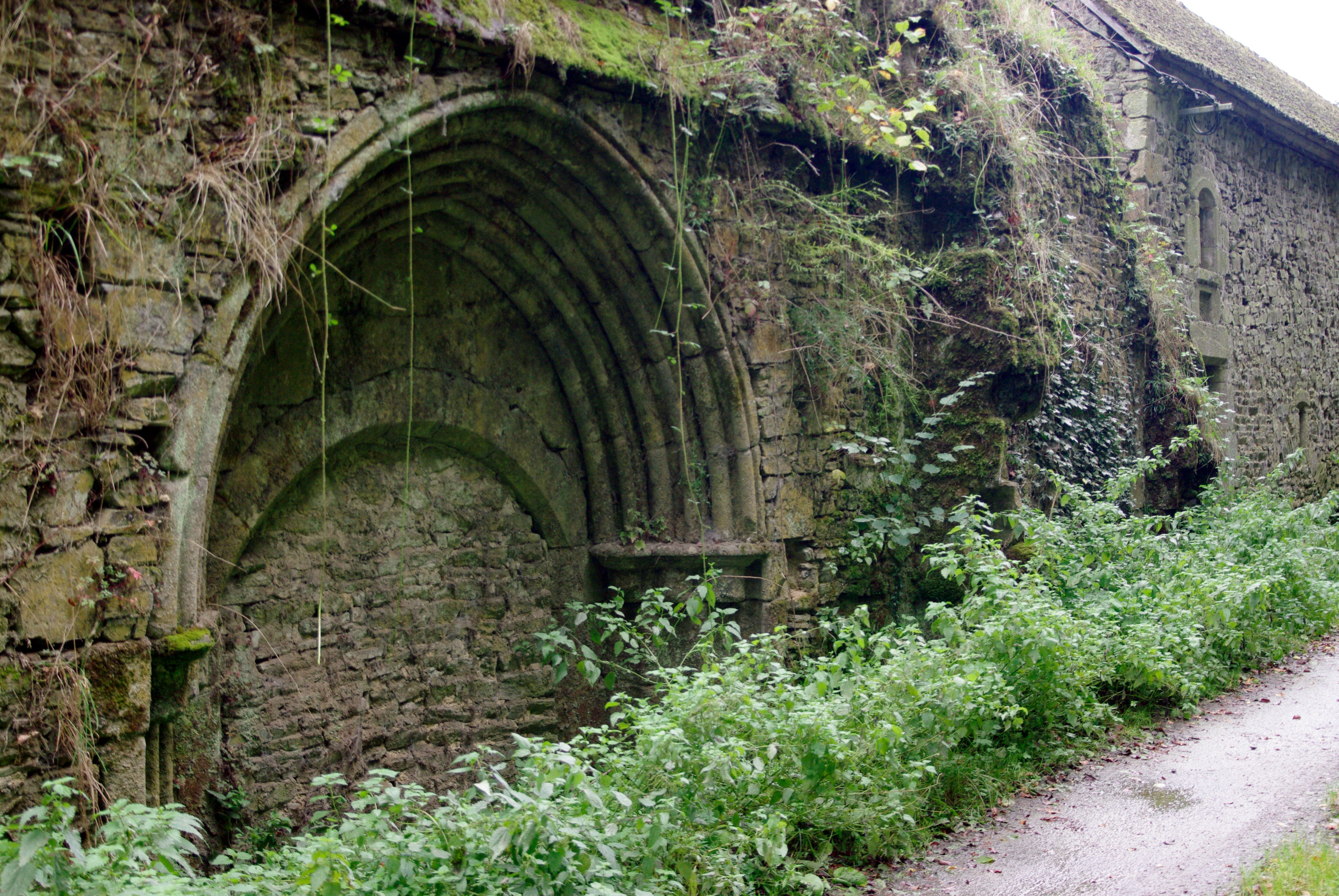
Portail d'entrée de l'église.
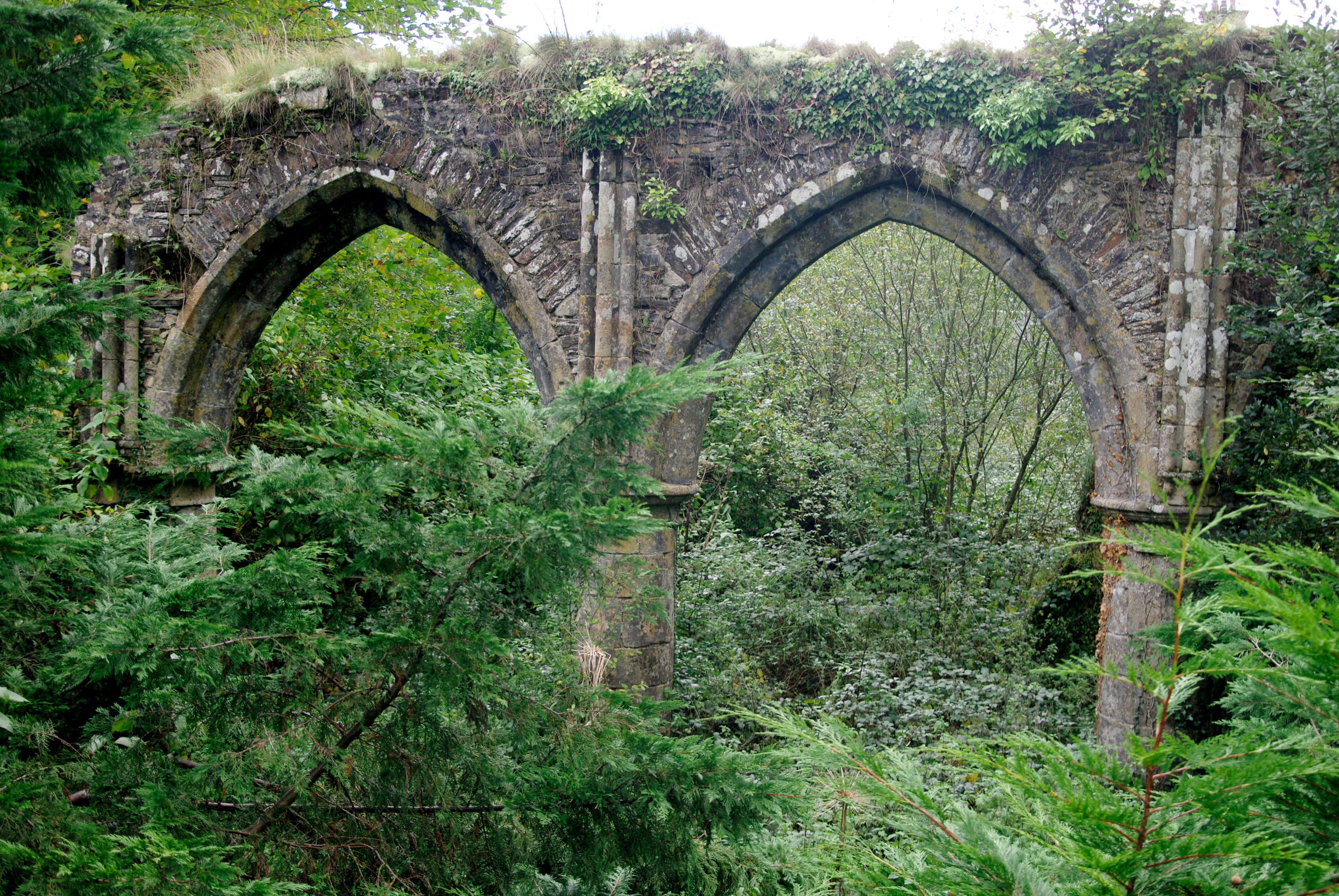
Arches gothiques mur intérieur de l'église.
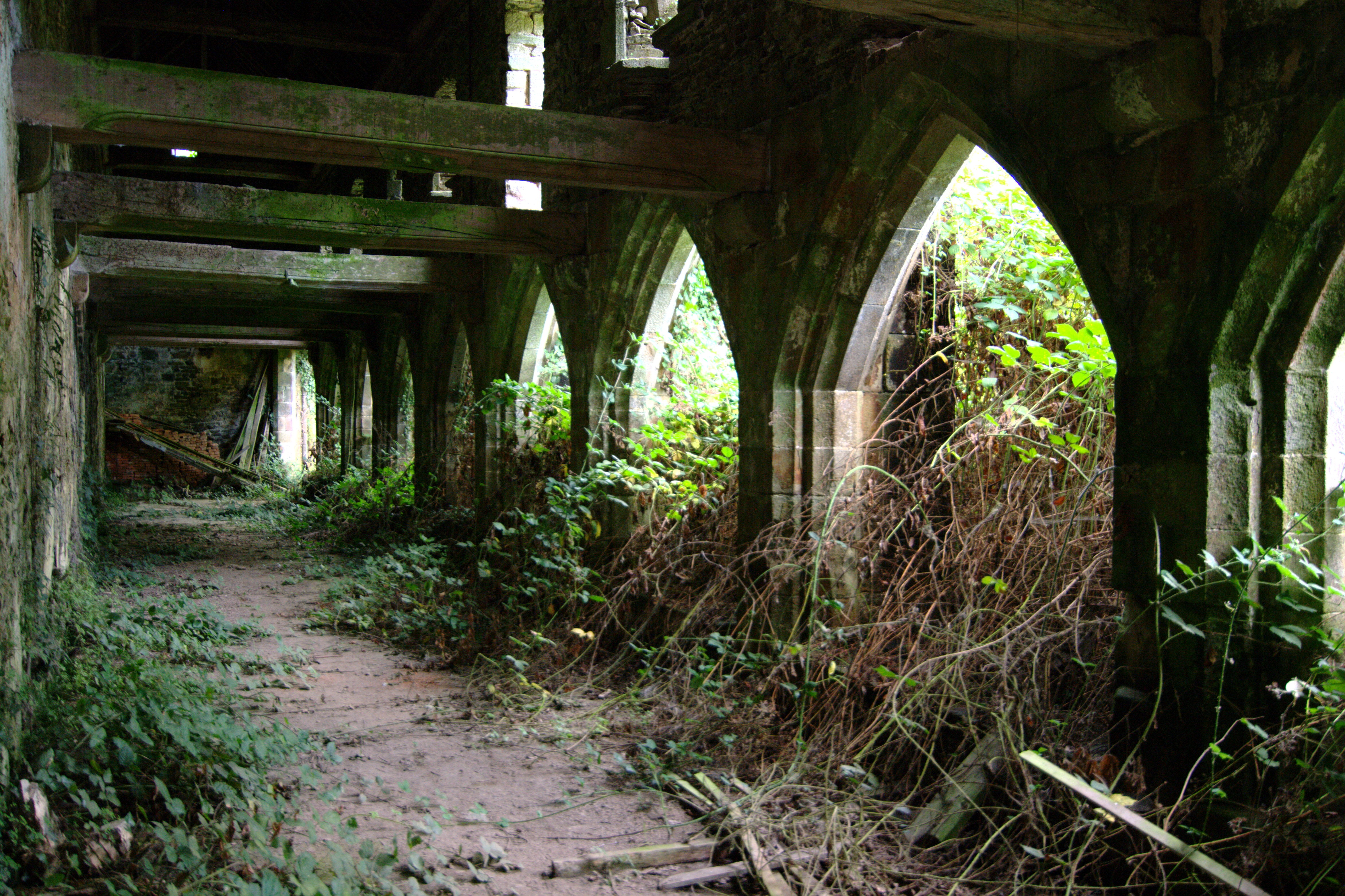
Le cloître.

- Église Saint-Jean-Baptiste (XVIIIe siècle).
- Le mont de Cerisy, localement appelé le « mont aux rhodos », géré depuis 2006 par Flers Agglo. Il est en grande partie couvert de plantations de rhododendrons arborescents, qui seraient au nombre de 25 000 pieds[52]). De mai à juillet, la floraison de ces arbres est un phénomène unique qui attire des visiteurs de toute la région. Le rhododendron est devenu le symbole de la localité.
- Au sommet du mont aux rhodos se dressent les ruines d'un château. En fait, il s'agissait d'un manoir surmonté d'une tour crénelée, construit en style néo-Tudor dans les années 1870 à l'initiative d'un riche avocat londonien, lord Burkingyoung, puis repris par un industriel local, Isidore Corbière. Utilisé par les Allemands pendant la Seconde Guerre mondiale comme centre de transmissions de la Luftwaffe, le bâtiment a été bombardé par l'aviation anglaise en 1944 et n'a été restauré que partiellement.

## Activités et manifestations

### Sports
L'Union sportive du Rhodo-Foot Cerisy-Saint-Paul a fait évoluer jusqu'en 2010 deux équipes de football en divisions de district.

## Personnalités liées à la commune
- Étienne de Veniard, sieur de Bourgmont (1679 à Cerisy - 1734), explorateur.

## Héraldique
| Blason de Cerisy-Belle-Étoile | Blason  | D'azur à l'étoile de huit rais d'argent, soutenue d'un mont de gueules bordé d'argent, chargé d'un écusson d'argent semé de billettes de gueules et au lion du même, ledit écusson accosté de deux léopards affrontés d'or, armés et lampassés d'azur. |
| Blason de Cerisy-Belle-Étoile | Détails | Les léopards d'or sur champ de gueules rappellent les armes de la Normandie |